# (10198) Pinelli
(10198) Pinelli (1996 XN26) – planetoida z pasa głównego asteroid okrążająca Słońce w ciągu 4,86 lat w średniej odległości 2,87 j.a. Odkryta 6 grudnia 1996 roku.